# Three on a Honeymoon
Ne doit pas être confondu avec Honeymoon for Three.
Pour plus de détails, voir Fiche technique et Distribution.
Three on a Honeymoon (littéralement : Trois en lune de miel) est un film américain en noir et blanc réalisé par James Tinling, sorti en 1934.

## Synopsis
Sur un paquebot, l'héritière Joan Foster est l'une des rares célibataire à bord. La belle-mère de Joan, « Ma » Gillespie, la chaperonne de près. Pour lui échapper, Joan se retrouve dans les bras du second officier du navire, Dick Charlton. Ce qu'elle ignore, c'est que Charlton a été embauchée par son père pour éloigner les autres hommes d'elle. Les complications sont inévitables.

## Fiche technique
- Titre : Three on a Honeymoon
- Réalisation : James Tinling
- Assistant-réalisateur : Bert E. Sebell
- Scénario : Lester Cole, Douglas Z. Doty, Carl Hovey, d'après le roman Promenade Deck (1932) de Ishbel Ross (en)
- Musique : Samuel Kaylin (en)
- Casting : James Ryan
- Son : E. Clayton Ward
- Photographie : Arthur E. Arling, Joseph A. Valentine
- Montage : Alex Troffey (en)
- Producteur : John Stone (en)
- Producteur exécutif : Sol M. Wurtzel
- Société de production et de distribution : Fox Film
- Pays de production :  États-Unis
- Langue d'origine : anglais américain
- Métrage : 1 783 m (7 bobines)
- Format : noir et blanc — 35 mm — 1,37:1 — son : mono (Western Electric Noiseless Recording)
- Genre : comédie romantique
- Durée : 65 minutes (1 h 5)
- Dates de sortie :
  - États-Unis : 23 mars 1934
  - France : 29 septembre 1935
  - Australie : 21 juillet 1934

## Distribution
- Sally Eilers : Joan Foster
- Zasu Pitts : Alice Mudge
- Henrietta Crosman : 'Ma' Gillespie
- Charles Starrett : Dick Charlton
- Irene Hervey : Millicent Wells
- Johnny Mack Brown : Chuck Wells
- Russell Simpson : Ezra MacDuff
- Cornelius Keefe (en) : Phil Lang
- Edward Earle : le premier officier
- Howard Lally : le troisième officier
- Wini Shaw : la chanteuse